# Günter Diehl
Günter Diehl (* 8. Februar 1916 in Köln; † 25. August 1999 in Oberwinter) war ein deutscher Diplomat in der Zeit des Nationalsozialismus und in der Bundesrepublik.

## Leben
Diehl war der Sohn eines Eisenbahnoberinspektors, sein Vater stammte aus dem Siegerland. Nach dem Besuch des Friedrich-Wilhelm-Gymnasiums in Köln studierte Diehl Wirtschaftswissenschaften in Köln und Bordeaux mit dem Abschluss als Diplom-Volkswirt am 10. Juli 1939. Am 16. Februar 1937 beantragte er die Aufnahme in die NSDAP und wurde zum 1. April 1938 aufgenommen (Mitgliedsnummer 5.518.139). Am 17. September 1939 wurde er als wissenschaftlicher Hilfsarbeiter in die Kulturabteilung  Auswärtiger Dienst aufgenommen. Dort traf er im Referat R/Rundfunkangelegenheiten auf den späteren Bundeskanzler Kurt Georg Kiesinger. Durch die im Dezember 1939 geschlossene Ehe mit Helga von Rautenstrauch wurde er in das Kölner Großbürgertum und den Kölner Klüngel aufgenommen. Von Rautenstrauch war die Tochter eines Kölner Bankiers, deren Familie Rautenstrauch das Kölner Rautenstrauch-Joest-Museum für Völkerkunde stiftete.
Im Mai 1941 wurde er Rundfunkreferent in der Dienststelle des AA in besetzten Belgien. Im November 1941 wechselte er in die Zweigstelle der deutschen Botschaft im besetzten Frankreich nach Vichy und hatte dort schließlich die Amtsbezeichnung eines Kulturreferenten. Ihm oblag dabei nicht nur die gesamte Propaganda, sondern auch die politische Berichterstattung. Laut Kurzbiografie beim Munzinger-Archiv hatte Diehl sich zu diesem Zeitpunkt bereits von der nationalsozialistischen Ideologie entfernt. Tatsächlich aber hat sich Diehl zu dieser Zeit mehrfach freiwillig zur Waffen-SS gemeldet. Sein Vorgesetzter in der Rundfunkpolitischen Abteilung der AA-Zentrale in Berlin, SS-Standartenführer Gerd Rühle, verhinderte, dass er eingezogen wurde, da Diehl „ein hervorragender Nationalsozialist und ein tadelloser Charakter“ sei, und Franz Alfred Six, SS-Brigadeführer und Leiter der Kulturpolitischen Abteilung im AA, sorgte für seine Beförderung zum Attaché.
Mitte 1944 ging er mit der geflohenen französischen Vichy-Regierung nach Sigmaringen und wurde Ende 1944 Verbindungsoffizier des AA beim flämischen und wallonischen Befreiungskomitee und den Waffen-SS-Divisionen Flandern und Wallonien.
Über eine Internierung nach Kriegsende ist nichts bekannt. Ein Verfahren zur Entnazifizierung entfiel auf Grund eines Niedersächsischen Amnestiegesetzes. Diehl wurde im September 1948 außenpolitischer Redakteur beim Hamburger Abendblatt. In Hamburg wohnte er bei der Witwe von Adolf Ahlers und Mutter von Conrad Ahlers. 1950 kehrte er als Referent im Presse- und Informationsamt der Bundesregierung in den Öffentlichen Dienst nach Bonn zurück. Bei seiner Bewerbung halfen ihm Entlastungszeugnisse von Ernst Achenbach und Gustav Adolf Sonnenhol, beide selbst schwer belastet.
Am 1. Februar 1952 wurde er wieder ins Auswärtige Amt übernommen und leitete das Pressereferat des Außenamts-Staatssekretärs Walter Hallstein. Nach vier Jahren in der Botschaft in Santiago de Chile unter dem Botschafter und ehemaligem NSDAP-Mitglied Carl von Campe war er zwischen 1960 und 1966 als Ministerialdirigent beim Presse- und Informationsamt der Bundesregierung, das er ab dem 15. November 1967 leitete und seit dem 1. Januar 1968 den Rang eines Staatssekretärs hatte. Hier hatte er erheblichen Einfluss auf die Regierungspolitik der Großen Koalition unter Bundeskanzler Kurt Georg Kiesinger. Mit dem Regierungswechsel 1969 ging er zunächst in den einstweiligen Ruhestand, sein Nachfolger wurde sein Stellvertreter Conrad Ahlers. Als stellvertretender Vorsitzender der 1968 einberufenen Reformkommission für das AA kam er wieder mit Ernst Achenbach zusammen.
Von 1970 bis 1977 war er Botschafter in Neu-Delhi, von 1977 bis 1981 Botschafter in Tokio.
Ab 1979 war Diehl Vorsitzender der Deutschen Gesellschaft für Asienkunde und von 1981 bis 1987 Präsident der Deutschen Gesellschaft für Auswärtige Politik e. V.
Er war Träger des Großen Bundesverdienstkreuzes (1975) mit Stern (1981) und Schulterband (1986). Außerdem erhielt er 1965 das Große Goldene Ehrenzeichen für Verdienste um die Republik Österreich.

## Werke
- Denken und Handeln. Planung in der Außenpolitik. Eurobuch-Verlag Lutzeyer, Freudenstadt 1970
- Ferne Gefährten. Erinnerungen an eine Botschaft in Japan. 1987
- Bei den Tapferen. Diplomatische Reisen in die Äußere Mongolei. 1988
- Die indischen Jahre. Erfahrungen eines deutschen Botschafters. 1991
- Zwischen Politik und Presse. Bonner Erinnerungen 1949-1969. 1994
- Ordnung und Freiheit. Bundesverb. Dt. Zeitungsverleger e. V., Bad Godesberg 1968
- Denken und Handeln. Eurobuch-Verlag Lutzeyer, Freudenstadt 1970
- Japan – eine Herausforderung? Arbeitgeberverb. d. Metallindustrie Köln, Köln 1983
- Europa und Asien – Gegner oder Partner? Industrie-Club Düsseldorf 1983
- Die Zukunft der Europäischen Gemeinschaft. Fischer, Stuttgart 1986
- Zwischen Pflicht und Neigung. Hase u. Koehler, Mainz 1988